# Grantland Rice

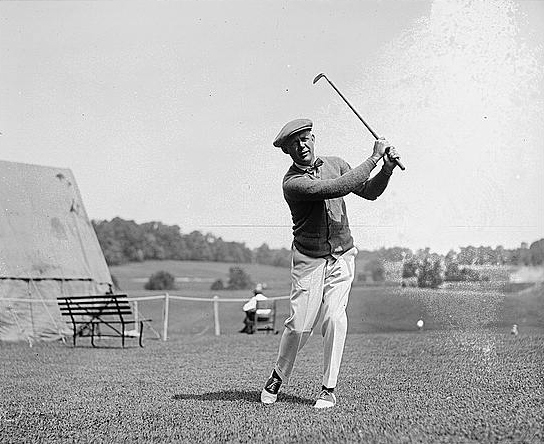
Grantland Rice (1921)

Henry Grantland Rice (* 1. November 1880 in Murfreesboro, Tennessee; † 13. Juli 1954 in New York City) war ein amerikanischer Journalist und Autor, der in den USA als einer der einflussreichsten Sportreporter in der ersten Hälfte des 20. Jahrhunderts gilt. Landesweit bekannt wurde er insbesondere durch den ausgeprägt beschreibenden und teilweise poetischen Stil seiner Artikel. Durch sein Wirken trug er wesentlich zur Popularität von Sportlern wie Jack Dempsey, Babe Ruth, Bobby Jones, Bill Tilden und Mildred Didrikson Zaharias bei.

## Leben
Grantland Rice wurde 1880 in Murfreesboro geboren und absolvierte bis 1901 ein Studium an der Vanderbilt University in Nashville, an der er neben seinem Studium selbst College Football und Basketball spielte. Anschließend war er zunächst für verschiedene Zeitungen im Süden des Landes wie die Nashville Daily News, das Atlanta Journal, die Cleveland News und als Sportjournalist sowie zeitweise als Theaterkritiker beim Nashville Tennessean tätig. Darüber hinaus wirkte er in der Region als Umpire und Referee bei Baseball- und Football-Spielen. Es folgten Anstellungen bei renommierten Zeitungen vorwiegend im Nordosten der Vereinigten Staaten wie der New York Evening Mail und der New York Herald Tribune, ab 1930 wurden seine Artikel landesweit von rund 80 bis 100 Zeitungen übernommen. Während des Ersten Weltkrieges wurde seine Laufbahn durch rund 14 Monate Militärdienst unterbrochen, die er größtenteils in Frankreich und Deutschland verbrachte.
Grantland Rice galt als enthusiastischer Sportreporter mit einem enzyklopädischen Fachwissen sowie einem beschreibenden und teilweise poetischen Sprachstil. Er trug durch seine Artikel wesentlich dazu bei, Sport als Teil der Freizeitkultur in den USA zu popularisieren und aus Sportlern Stars zu machen. Zu den Sportlern, denen seine Artikel zu Ruhm verhalfen, gehörten beispielsweise der Boxer Jack Dempsey, der Baseballspieler Babe Ruth, der Golfer Bobby Jones, der Tennisspieler Bill Tilden und die Leichtathletin Mildred Didrikson Zaharias. Sein Bericht über ein Football-Spiel zwischen der University of Notre Dame und der United States Military Academy im Oktober 1924, mit dem er den an die Apokalyptischen Reiter angelehnten Spitznamen Four Horsemen of Notre Dame für die Rückraumformation der Mannschaft von Notre Dame prägte, gilt als „Sportstory, die Amerika veränderte“. Neben Berichten und Kolumnen in Tageszeitungen war er auch für Magazine wie Collier’s und Look sowie Sportzeitschriften wie The American Golfer, für die er außerdem zeitweise als Mitherausgeber fungierte, und die kurz vor seinem Tod neugegründete Sports Illustrated tätig.
Aus der Diskussion um Teilnahme oder Boykott der Olympischen Sommerspiele 1936 in Berlin hielt er sich völlig heraus. Als dann jedoch die amerikanische Mannschaft aufgestellt war und die Boykottbewegung versuchte, die Finanzierung der Entsendung der Mannschaft zu hintertreiben, setzte er sich vehement für Entsendung und Finanzierung ein: Wenn man fahre. dann solle man auch gewinnen.
Grantland Rice war ab 1906 verheiratet und Vater einer Tochter. Er starb 1954 in New York City infolge eines Herzinfarkts, sein Grab befindet sich auf dem Woodlawn Cemetery in der Bronx. Nach ihm benannt ist die Grantland Rice National Championship Trophy, die jährlich von der amerikanischen Footballreporter-Vereinigung Football Writers Association of America (FWAA) an diejenige College-Football-Mannschaft verliehen wird, die nach Ansicht der FWAA die nationale Meisterschaft der Bowl Subdivision der National Collegiate Athletic Association gewonnen hat, sowie der zwischen 1964 und 1977 als Regionalmeisterschaft im Osten des Landes ausgetragene Grantland Rice Bowl. 1966 erhielt er postum den J. G. Taylor Spink Award der Baseball Writers Association of America für herausragende Leistungen in der Berichterstattung über Baseball. An seiner Alma Mater, der Vanderbilt University, trägt ein Stipendium im Bereich Sportjournalistik seinen Namen.

## Werke (Auswahl)
- Grantland Rice's Cities Service Football Guide. New York 1935
- Grantland Rice Tells How to Win Against Odds. New York 1940
- The Tumult and The Shouting: My Life In Sport. New York 1954
- The Best of Grantland Rice. New York 1963